# Demian Cabaud
Demian Cabaud (* 27. Dezember 1977 in Buenos Aires) ist ein argentinischer Jazzmusiker (Kontrabass, Komposition).

## Leben und Wirken
Cabaud entdeckte erst im Alter von elf Jahren die Musik. Als Jugendlicher begann er Kontrabass zu lernen und nahm Unterricht bei Hernán Merlo und Miguel Ángel Villarroel, später bei Alejandro Erlich Oliva. Nach einem Abschluss am Instituto Tecnológico de Música Contemporánea in Buenos Aires zog er 2001 mit einem Stipendium des Berklee College of Music nach Boston, wo er 2003 einen weiteren Abschluss machte. Joe Lovano holte ihn für sein Lehrvideo Developing a Personal Approach.
Nach einer Tournee zog Cabaud 2004 nach Portugal, wo er zunächst in Lissabon und seit 2013 in Porto lebte. Er arbeitete mit Musikern wie Mark Turner, Seamus Blake, Perico Sambeat, Maria Schneider, Gilad Hekselman, Bill Carrothers, Bernardo Sassetti, Albert Sanz, Maria Rita, Theo Bleckmann, Sheila Jordan, Gerald Cleaver, Francisco Mela, Ari Hoenig, Ferenc Nemeth oder John Hollenbeck.
Cabaud nahm mit eigenen Gruppen seit seinem Debütalbum Naranja (2008) mehrere Alben auf. 2013 erschien bei Fresh Sound New Talent En febrero, beim Label Carimbo Portajazz folgten die Alben Astah (2018), A terra é de quem a trabalha (2018, im Duo mit Torbjörn Zetterberg), Aparición (2019) und Otro cielo (2021). Gemeinsam mit André Matos und Colin Stranahan spielte er freien Jazz im Trio Lagarto. Mit Miguel Zenón, Ariel Bringuez und Jordi Rossy entstand 2019 Law Years: The Music of Ornette Coleman.
Seit vielen Jahren ist Cabaud Mitglied des großformatigen Orquestra Jazz de Matosinhos, das 2007 gemeinsam mit Lee Konitz und Ohad Talmor das Album Portology einspielte, aber auch mit Chris Cheek, Kurt Rosenwinkel, Maria João, Carlos Guedes und Marta Ren aufnahm. Er hat auf mehr als 70 Platten mitgewirkt, etwa im Trio von Leo Genovese sowie mit Gonçalo Marques, João Lencastre, Pablo Castaño, Susana Santos Silva und Ryan Carniaux/Bob Moses.
Cabaud unterrichtet am Konservatorium von Porto (Esmae) und im Siena Jazz Master Programm in Italien.